# إيرل بيكر
إيرل بيكر (بالإنجليزية: Earl Baker)‏ هو مدير فني أمريكي، ولد في 22 مارس 1925، وتوفي في 30 سبتمبر 1999.